# Magical DoReMi
Ojamajo Doremi (яп.  おジャ魔女どれみ одзямадзё дорэми, также Magical DoReMi, «Невезучая ведьма Дореми») — продолжительный аниме-сериал в жанре махо-сёдзё, первоначально транслировавшийся в 1999—2000 годах. Состоит в общей сложности из 214 серий: четырёх сериалов, двух полнометражных анимационных фильмов, манги и побочного аниме, показанного в 2004 году по SKY PerfecTV!.
Слово «Одзямадзё» (яп. おジャ魔女) в названии Ojamajo Doremi представляет собой сложную и, за исключением основного смысла, необъяснимую (для иностранцев), семантическую игру слов и букв. Одзяма (お邪魔, «помеха») и мадзё (яп. 魔女, «ведьма»), необычно слиты в одно слово, причём часть слова (дзя), записана не иероглифом. Ojamajo Doremi повествует о приключениях девочек, учениц начальной школы, которые становятся подмастерьями ведьм.

## Сюжет
Восьмилетняя Дореми Харукадзэ (яп. 春風どれみ Harukaze Doremi) мечтает научиться магии, которая, как она считает, решит все проблемы девочки и поможет признаться в любви мальчику. Однажды Дореми заходит в магазин волшебных товаров и правильно угадывает тот факт, что владелица магазина является ведьмой. Она берёт Дореми в ученики. Чтобы стать официальной ведьмой, девочке предстоит сдать девять магических экзаменов, при этом она должна скрывать свои магические способности.

## Персонажи
- Дореми Харукадзэ (яп. 春風どれみ Харукадзэ Дорэми) - главная героиня «Ojamajo Doremi». Она — обычная восьмилетняя девочка, которой не везёт: у неё сварливые родители, которые постоянно ругаются, злобная младшая сестра Поп, нет парня и ужасные оценки. Но после особенно неудачного дня она узнаёт, что владелица «Волшебного магазина Мисоры» на самом деле ведьма.
- Хадзуки Фудзивара (яп. 藤原はずき Фудзивара Хадзуки) - одна из главных героинь «Ojamajo Doremi». Она была подругой Дореми Харукадзе с детства и стала ученицей ведьмы после Дореми вместе с Айко Сено, чтобы помочь сохранить тайну.
- Айко Сэно (яп. 瀬尾あいこ Сэно: Айко) - одна из главных героинь и третья Оджамаджо, которая официально присоединилась к группе вместе с Хадзуки Фудзиварой после того, как они шпионили за Дореми в Махо-до. Айко родом из Тенгачайи, Осака, и переехала в Мисору вместе с отцом из-за работы. Айко известна своим характерным кансайским диалектом и часто жалуется, когда другие его имитируют. Она отлично владеет осакским юмором и очень умна в переговорах.
- Онпу Сэгава (яп. 瀬川おんぷ Сэгава Онпу) - она — одна из главных героинь «Ojamajo Doremi». Изначально она была антагонистом группы под руководством Мадзёруки, младшей сестры-близнеца и врага Мадзёрики. Она была известной айдолом, которая только что перевелась в Мисору и начала посещать ту же начальную школу, что и Дореми, Хадзуки и Айко. В начале «Sharp» Онпу официально присоединилась к группе в качестве тритагониста.
- Момоко Аска (яп. 飛鳥ももこ Асука Момоко) - она шестая главная героиня «Ojamajo Doremi», которая присоединяется к группе в «Motto! Ojamajo Doremi». Она была призвана Королевой ведьм, чтобы помочь девочкам управлять их новым кондитерским магазином Maho-do.
- Хана Макихатаяма (яп. 巻機山花 Макихатаяма Хана) - по сокращённому зовётся Хана (ハナちゃん Хана-чан) и она ребёнок, которого доверили Дореми и другим ученицам после того, как они стали свидетелями её рождения из Голубой Розы, что означает, что она — будущая Королева Ведьм. В «Dokkan», Хана использует магию, чтобы повзрослеть и присоединиться к девочкам и стать последней ученицей в группе.
- Поп Харукадзэ (яп. 春風ぽっぷ Харукадзэ Поппу) - младшая сестра Дореми и четвёртая ученица ведьмы, присоединившаяся к группе.

Ведьмы и феи
- Рика (яп. マジョリカ Мадзёрика) - Рика Макихатаяма, также известная как Мадзё Рика, — персонаж из «Ojamajo Doremi». Владелица Махо-до, она превратилась в лягушку-ведьму после того, как испуганная Дореми Харукадзе крикнула «Ведьма!». С тех пор Мадзё Рика обучала Дореми и её друзей в качестве учениц ведьмы в надежде вернуться в нормальное состояние.
- Рука (яп. マジョルカ Мадзёрука) - Она — давняя соперница Мадзё Рики и её младшая сестра-близнец. Впервые она появляется, чтобы заявить о своих правах на Махо-до, когда Мадзё Рика проиграла его в карты Делы. Но девочки победили её и прогнали. Она стала первым наставником Онпу Сегавы во время обучения последней на ведьму.
- Королева мира Ведьм (яп. 魔女界の女王様 Мадзёкаинодзё:сама) - Королева-ведьма — персонаж из «Ojamajo Doremi» и важная фигура в мире ведьм, поскольку является его нынешней правительницей. Иногда она принимает облик Юки-сэнсэя, школьной медсестры в начальной школе Мисора.
- Монро (яп. マジョモンロー Мадзёмонро:) - Она была наставницей Момоко и очень близким другом. Она жила и работала в маленькой пекарне в Нью-Йорке.
- Турбийон (яп. マジョトゥルビヨン Мадзё Турбийон) - Она является предшественницей Королевы-ведьмы. Она ответственна за наложение Проклятия волшебных лягушек и, таким образом, является главным антагонистом сериала.
- Лала (яп. ララ Рара) - персонаж из «Ojamajo Doremi». Она взрослая фея, которая принадлежит Мадзё Рике. Она помогает ей и девочкам с работой, когда не помогает их феям учиться новому.
- Хехе (яп. ヘヘ Хехе) - персонаж из «Ojamajo Doremi». Она — фея Мадзё Руки.
- Баба (яп. ババ Баба) - она фея, которая принадлежит Мадзё Турбийону. Она считается легендой среди других фей.
- Додо (яп. ドド Додо) - персонаж из «Ojamajo Doremi». Фея, которую Дореми Харукадзе получила в подарок после того, как сдала экзамен по макияжу. Она старшая сестрёнка феи Фафа, чем-то напоминает отношения сестёр Харукадзе - Дореми и Поп.
- Рере (яп. レレ Рере) - фея Хадзуки Фудзивары. Хадзуки получила её после сдачи 9-го экзамена.
- Мими (яп. ミミ Мими) - фея Айко Сено. Она появилась после того, как Айко сдала экзамен на ведьму 9-го уровня.
- Роро (яп. ロロ Роро) - фея Онпу Сегавы. До её появления в «Sharp» на её существование намекали в первом сезоне.
- Фафа (яп. ファファ Фафа) - фея Поп Харукадзе. Она получила её в сезоне «Sharp» после сдачи экзамена. Она младшая сестрёнка феи Додо, чем-то напоминает отношения сестёр Харукадзе - Дореми и Поп.
- Нини (яп. ニニ Нини) - фея Момоко Аски. Момоко получила её незадолго до начала сериала, когда была ученицей Мадзё Монро.
- Тото (яп. トト Тото) - фея Ханы-чан. Она была получена в «Dokkan».